# Paidia nica
Paidia nica är en fjärilsart som beskrevs av Adalbert Seitz 1910. Paidia nica ingår i släktet Paidia och familjen björnspinnare. Inga underarter finns listade i Catalogue of Life.